# Rainer Neu
Rainer Neu (* 18. Juli 1950 in Wesel) ist ein deutscher Theologe, Religionswissenschaftler und Soziologe und lehrt als Privatdozent Kirchengeschichte und Religionswissenschaft an der Universität Duisburg-Essen, Campus Essen.

## Leben
Rainer Neu studierte in Wuppertal, Heidelberg und Mainz evangelische Theologie, Soziologie und Philosophie und promovierte mit einer soziologischen Arbeit über „Religionssoziologie als kritische Theorie“ an der Universität Heidelberg. Er habilitierte sich im Fach Soziologie an der Universität Paderborn. Neu war Dozent am Northern Christian College in Laoag City, Philippinen, und Professor an der Silliman University in Dumaguete City, Philippinen. Zugleich war er Mitglied des Lehrkörpers der South-East Asian Graduate School of Theology (SEAGST) Singapur. Von 1997 bis 2005 lehrte Neu Soziologie an der Universität Paderborn. Als Gastdozent war er in Japan, Indonesien, Südkorea und den Niederlanden tätig.
Neu ist Vorsitzender des Interreligiösen Dialogkreises Wesel und Schriftführer der Deutschen Gesellschaft für Missionswissenschaft (DGMW). Er ist Herausgeber der Reihe „Studies in Society, Culture and Religion of Southeast Asia – Beiträge zur Gesellschaft, Kultur und Religion Südostasiens“ im Lit-Verlag und Mitherausgeber der Zeitschrift Interkulturelle Theologie. Zeitschrift für Mission (ZMiss). Er ist Fachgebietsleiter der Abteilung „Ethnische Religionen“ im Handbuch der Religionen. Neu ist verheiratet und hat vier Kinder.

## Werk
Die frühen Werke Neus sind von den sozialgeschichtlichen Methoden Max Webers und den gesellschaftskritischen Reflexionen der Kritischen Theorie der Frankfurter Schule geprägt. Er verbindet diesen Ansatz mit ethnosoziologischen Untersuchungsmethoden und wendet sich besonders der Analyse segmentär-anarchischer Gesellschaften, der Entstehung von Zentralisierungsprozessen und der Dynamik antiherrschaftlichen Widerstandes zu. Sozialgeschichtlich lassen diese Untersuchungen besonders die Entwicklung der Frühzeit Israels von den segmentären gesellschaftlichen Verhältnissen des Nomadentums bis zu den politischen Institutionen der frühen Königszeit in einem neuen Licht erscheinen.
Nach einer längeren Phase der Lehre und Feldforschung in Südostasien verbindet Neu seinen sozialgeschichtlichen Ansatz mit phänomenologischen Methoden, um die Funktionsweise und Bedeutung religiöser Weltbilder und Rituale deutlicher erfassen zu können. Dabei tritt zunehmend das Interesse an der Einheit der Religionen in den Vordergrund, die Neu nicht in ihren Erscheinungsformen und spezifischen Glaubensaussagen, sondern in ihren strukturellen Merkmalen zu finden glaubt. Er definiert Religion als einen universal nachweisbaren Prozess der Spannung zwischen Einheit, Polarität und Integration, der seine Dynamik aus dem Austausch zwischen den Polen heilig und profan gewinnt und den Neu als „Das Mediale“ bezeichnet.

## Ehrungen
- 2008: Horace B. Silliman-Orden der Silliman Universität in Dumaguete City, Philippinen
- 2011: Förderpreis „Miteinander für Wesel“ des Integrationsrates der Stadt Wesel
- 2012: Diakoniepreis der Divinity School der Silliman University in Dumaguete City, Philippines
- 2023 Ehrenamtspreis der Stadt Wesel

## Ausgewählte Veröffentlichungen
- Religionssoziologie als kritische Theorie. Die marxistische Religionskritik und ihre Bedeutung für die Religionssoziologie, Europäische Hochschulschriften, Reihe XXIII, Band 168, Frankfurt-Bern 1982
- Von der Anarchie zum Staat. Entwicklungsgeschichte Israels vom Nomadentum zur Monarchie im Lichte der Ethnosoziologie, Neukirchen-Vluyn 1992
- R. Neu – C. Sigrist (Hg.), Ethnologische Texte zum Alten Testament,
  - Band 1: Vor- und Frühgeschichte Israels, Neukirchen-Vluyn 1989;
  - Band 2: Die Entstehung des Königtums, Neukirchen-Vluyn 1997
- R. Neu – M.-P. Neu, Südseetrauma. Eindrücke aus den Philippinen,  Neukirchen-Vluyn 1993
- R. Neu – M.-P. Neu, Innenansichten Philippinen. Teilnehmende Beobachtungen, Münster – Hamburg 1995 (2. Auflage 1996)
- Die lebenden Toten und der tote Gott. Tod und Jenseitsvorstellungen in den Philippinen, Münster – Hamburg 1997
- Das Mediale. Die Suche nach der Einheit der Religionen in der Religionswissenschaft, Stuttgart 2010
- Willibrord und die Christianisierung Europas im Frühmittelalter, Stuttgart 2021